# Aartsbisdom Abuja

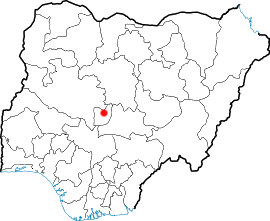
Abuja binnen Nigeria

Het aartsbisdom Abuja (Latijn: Archidioecesis Abugensis) is een rooms-katholiek aartsbisdom met als zetel Abuja, de hoofdstad van Nigeria.

## Geschiedenis
Het aartsbisdom werd opgericht op 6 november 1981, uit het bisdom Minna, als missio sui iuris Abuja. Op 19 juni 1989 werd het verheven tot bisdom en op 26 maart 1994 tot metropolitaan aartsbisdom.

## Parochies
In 2018 telde het aartsbisdom 85 parochies. Het aartsbisdom had in 2018 een oppervlakte van 8.000 km² en telde 3.871.950 inwoners waarvan 15,8% rooms-katholiek was.

## Suffragane bisdommen
Abuja heeft zeven suffragane bisdommen, waarmee het een kerkprovincie vormt:
- Bisdom Gboko
- Bisdom Idah
- Bisdom Katsina-Ala
- Bisdom Lafia
- Bisdom Lokoja
- Bisdom Makurdi
- Bisdom Otukpo

## Bisschoppen
- Dominic Ignatius Ekandem (6 november 1981 - 28 september 1992)
- John Olorunfemi Onaiyekan (28 september 1992 - 9 november 2019; coadjutor sinds 7 juli 1990; eerste aartsbisschop)
  - Anselm Umoren (hulpbisschop sinds 8 november 2011)
- Ignatius Ayau Kaigama (9 november 2019 - heden; coadjutor sinds 11 maart 2019)

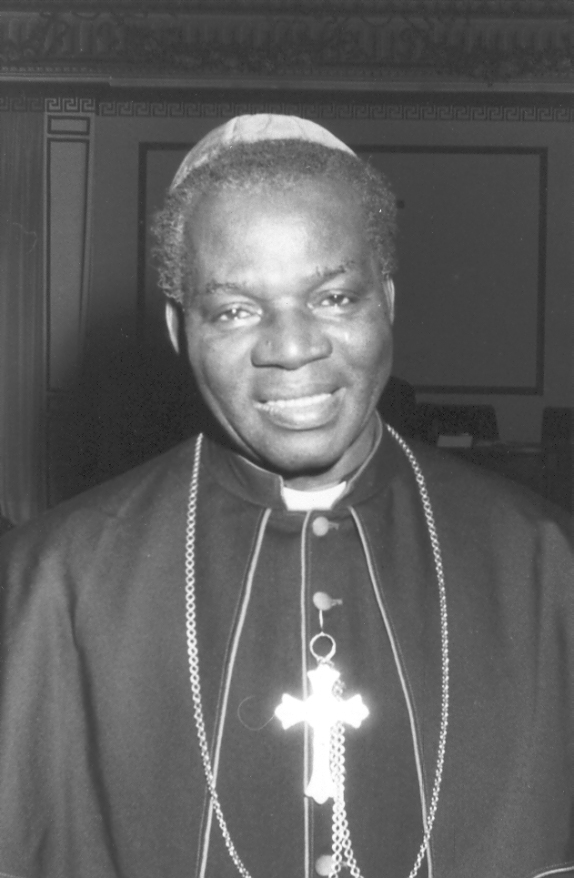
Dominic Ignatius Ekandem
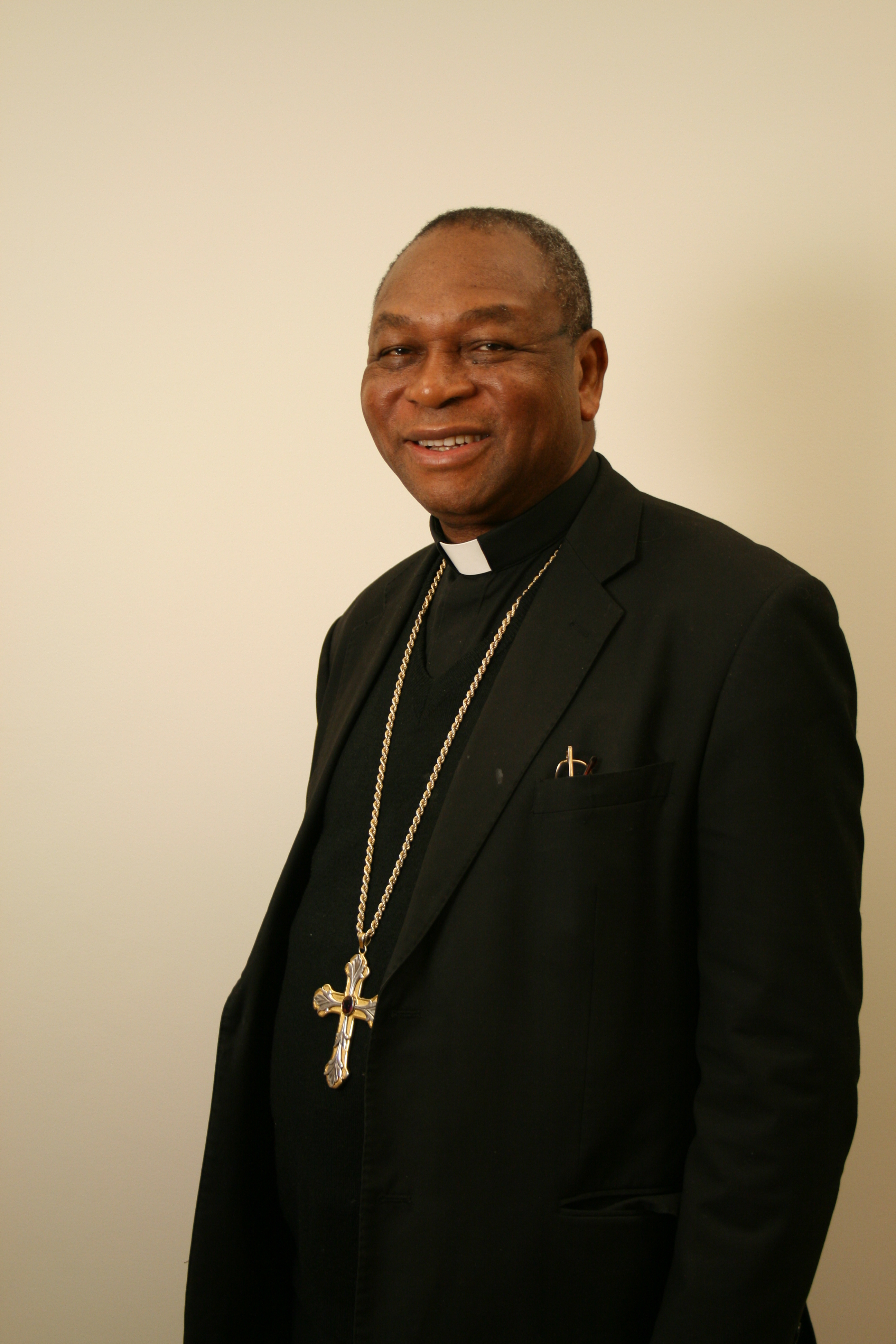
John Olorunfemi Onaiyekan

Abuja (aartsbisdom) · Gboko · Idah · Katsina-Ala · Lafia · Lokoja · Makurdi · Otukpo